# Festival de musique de Menton
Het Festival de musique de Menton is een klassiekemuziekfestival dat sinds 1950 plaatsvindt in de Franse grensstad Menton aan de Côte d'Azur.
Het festival wordt sinds de zomer van 1950 jaarlijks georganiseerd. Het festival werd initieel ingericht door André Böröcz die al bij zijn eerste aankomst in Menton overweldigd was door het plein van de Parvis Saint Michel, aan het fronton van de barokke basiliek Saint-Michel. 
Tot de artiesten die op het festival een recital gaven, behoren Robert Casadesus, Wilhelm Kempff, Marguerite Long, Aldo Ciccolini, Sviatoslav Richter, Maria João Pires, Jacques Thibaud, Jean-Pierre Rampal en Isaac Stern.
Jean Cocteau, ontwerper van het grafisch materiaal voor het festival in 1960 stelde: 

Il n’existe nulle part ailleurs lieu plus dépaysé, plus insolite, plus suspendu dans le vide, que ce Festival de Menton.

(Nergens bestaat er een plek die meer gedesoriënteerd, meer ongewoon, meer in het ijle en luchtledige, dan dit festival in Menton.)
— Jean Cocteau (1960)

Böröcz bleef de programmator van het festival tot zijn overlijden in 1998.  Dan volgde een periode van tanende uitstraling, die samenviel met de passage in dertien jaar van niet minder dan acht artistiek directeurs waaronder de 
eigenaar van de Salle Gaveau in Paris, Jean-Marie Fournier, de violist Augustin Dumay en de pianist Jean-Bernard Pommier. Het herstel zet zich in in 2013 met de benoeming van Paul-Emmanuel Thomas, voorheen nog directeur van het lokaal conservatorium en sinds 2010 actief als muzikaal directeur van het Orchestra Classica Italiana van Turijn. Onder zijn leiding herneemt het festival zijn vorige uitstraling en excellente programmatie.
De 69e editie van het festival gaat door van 28 juli tot 11 augustus 2018. Het wordt georganiseerd door de Ville de Menton en het plaatselijk Office de Tourisme met de steun van het Département des Alpes-Maritimes en de Région Provence-Alpes-Côte d’Azur.

## Selectie van optredens
2012Martha Argerich • Antônio Meneses • Rafał Blechacz
2013Pepe Romero • Frank Braley • Diana Damrau • Leo Nucci
2014Il Giardino Armonico • Sol Gabetta • Menahem Pressler • Gidon Kremer
2015Khatia Buniatishvili • Sinfonia Varsovia • Nikolaj Loeganski • Fazıl Say • Pinchas Zukerman
2016Renaud Capuçon • Khatia Buniatishvili • Martin Helmchen • The King's Singers
2017Zakhar Bron • Renaud Capuçon • Leif Ove Andsnes • Fazıl Say • Christian Zacharias
2018Philippe Jaroussky • Christophe Rousset • Piotr Anderszewski • Janine Jansen • Yaron Herman Trio • Isabelle Faust and friends • Elisabeth Leonskaja